# Василка Радева
Василка Радева Рангелова е българска лексиколожка, професор по българска лексикология, фонетика и словообразуване във Факултета по славянски филологии на Софийския университет „Климент Охридски“.

## Биография
Родена е на 14 януари 1940 г. в Русе, където завършва средното си образование. През 1959 г. е приета в специалността „Българска филология“ в Софийския държавен университет. Става член на кръжока по българска диалектология, ръководен от проф. Стойко Стойков. През 1969 г. е приета за редовен аспирант по българска диалектология при проф. Стойко Стойков, а от 1986 г. е редовен асистент в Катедрата по български език на Факултета по славянски филологии. Била е лектор по български език в Лайпцигския университет (1979 – 1982) и в Свободния университет в Берлин (1989 – 1992).
От 1995 до 1999 г. е зам.-декан на Факултета по славянски филологии на СУ.
Редактор е на сп. „Българска реч“, издание на Факултета по славянски филологии при Софийския университет „Св. Климент Охридски“ съвместно с Фондация „Проф. д-р Максим Младенов“.
Радева заедно с други преподаватели от Софийския университет прави ежегодно изследване върху политическия език от 2007 г., като организира и официално събитие, на което се дават награди за журналисти. На 14 май 2010 г. е организирана кръгла маса в чест на Василка Радева и нейната 70-годишнина „Език, морал, отговорност“ (за речта на българските политици и на българските журналисти). На 17 май 2010 г. започва работа Център за анализ на политическата и журналистическата реч.
Член е на Постоянната комисия по хуманитарни науки и изкуства към Националната агенция за оценяване и акредитация (до 2012 г.).
Умира на 22 юни 2023 г. в София.

## Сътрудничество на Държавна сигурност
Комисията по досиетата огласява през юни 2011 г., че Василка Радева е била сътрудник към управление VI-VII-III по линия „анонимки“; ПГУ – III, в ролята на агент и секретен сътрудник с псевдоними Димитрова и Свобона.